# Stroopwafel

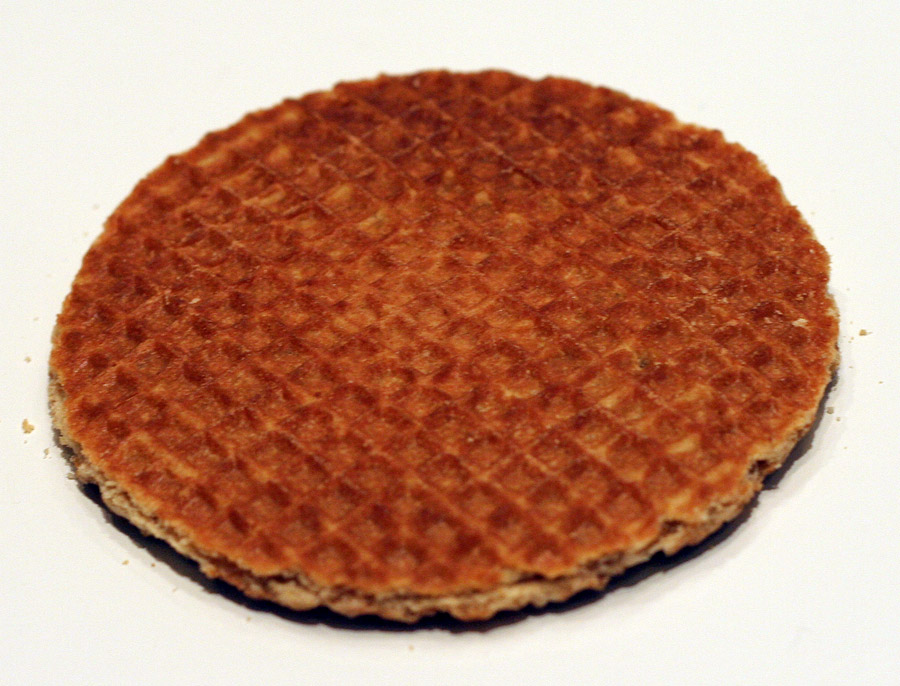
Egy stroopwafel

A stroopwafel (kiejtéseⓘ), illetve tulajdonképpen siroopwafel, azaz szirupos ostya egy holland sütemény, gofriszerű kerek ostya karamellás töltelékkel, melyhez néha mogyorót vagy más ízesítőt kevernek. Átmérője általában körülbelül tíz centiméter. Hagyományos elkészítési módja: frissen sült vékony gofriszeletet kétfelé vágnak, elkenik rajta a tölteléket, majd összeillesztik a két részt, melyeket a szirup tart össze.
A stroopwafel régi holland ínyencség, melyet 1784-ben találtak fel Goudában. A történet szerint egy goudai pék a maradék morzsából és ízesítőből egy kekszet csinált, majd beborította karamellsziruppal. Tehát a stroopwafel a szegények csemegéjeként kezdte a pályafutását, hogy aztán később Hollandia legnépszerűbb kávé- és teasüteményévé váljon.
A hollandok hagyományosan egy csésze kávéval, teával vagy kakaóval eszik. Vannak, akik az ostyát a ráteszik a forró csészére, hogy evés előtt meglágyuljon. A stroopwafel a legkelendőbb élelmiszer az amszterdami Schiphol repülőtéren, a holland áruházakban pedig többféle változatát árulják hollandos díszítésű edényekben, dobozokban és zacskókban.
A piacokon a pékek gyakran helyben készítik a stroopwafelt (a legtöbben ezt előnyben is részesítik a boltban kaphatóval szemben). A stroopwafel-sátrat messziről fel lehet ismerni a meleg szirup illatáról. Általában tízes vagy tizenkettes csomagokban árulják, de a piaci bódékban kapni nagyobb, húsz centi átmérőjű, helyben fogyasztandó stroopwafelt is. A levágott részeket és a morzsákat, melyek az összenyomáskor kifolyó sziruptól sűrű csomókká állnak össze, néha szintén eladják stroopwafelstukjes (stroopwafel-darabok) vagy koekkruimels (sütimorzsa) néven.
Hollandián kívül stroopwafelt csak specialitásokat árusító boltokban vagy az áruházak ínyencség-részlegén kaphatunk; gyakran a hagyományos karamell helyett juharszirupos töltelékkel. Az amerikai Starbucks kávéház-üzletlánc nemrég elkezdett árusítani egy kisebbfajta mini-stroopwafelt, a brit Asda áruházláncnak szintén megvan a maga változata. Az Egyesült Államokban és Kanadában az importált süteményen kívül friss, kézzel készített stroopwafel is rendelhető postán.
Magyarországon a Lidl és az Aldi polcairól szerezhetjük be az ínyencséget.